# Entitat religiosa
Una entitat religiosa és una entitat sense ànim de lucre, els objectius principals de la qual són, entre d'altres, el foment i la pràctica col·lectiva d'unes determinades creences religioses. Les entitats religioses tenen una naturalesa especial i adquireixen personalitat jurídica quan s'inscriuen en el Registre d'entitats religioses del Ministeri de Justícia. Només les entitats religioses que han adquirit personalitat jurídica mitjançant la inscripció en el Registre d'entitats religioses poden obrir un centre de culte.